# Meliola tetradeniae
Meliola tetradeniae är en svampart som först beskrevs av Miles Joseph Berkeley, och fick sitt nu gällande namn av Theiss. & Syd. 1914. Meliola tetradeniae ingår i släktet Meliola och familjen Meliolaceae.   Inga underarter finns listade i Catalogue of Life.